# Ivan Kizimov
Ivan Kizimov (ryska: Иван Михайлович Кизимов), född 28 april 1928 i Zjerebkov nära Novotjerkassk i Sovjetunionen, död 22 september 2019 i Sankt Petersburg, var en sovjetisk ryttare.
Han tog OS-guld i lagtävlingen i dressyr i samband med de olympiska ridsporttävlingarna 1972 i München.